# Vibeke Grønfeldt
Vibeke Grønfeldt (født 12. december 1947 i Nordby på Samsø) er en dansk forfatter.

## Hædersbevisninger
- 1976: Thit Jensens Legat
- 1977: Henri Nathansens Legat
- 1982: Otto Gelsted-prisen
- 1982: Herman Bangs Mindelegat
- 1986: Dansk Litteraturpris for Kvinder
- 1989: Statens Kunstfonds livsvarige ydelse
- 1996: Det Danske Akademis Store Pris
- 1996: Otto Gelsted-prisen (anden gang)
- 1999: Henrik Pontoppidans Mindefond
- 1999: Kritikerprisen
- 1999: Tagea Brandts Rejselegat
- 2007: Leo Estvads Legat
- 2008: Holger Drachmann-legatet
- 2016: Montanas Litteraturpris

## Ekstern henvisning
- Litteratursiden.dk – Vibeke Grønfeldt Arkiveret 10. oktober 2007 hos  Wayback Machine
- Vibeke Grønfeldt på Forfatterweb.dk